# تشناره (خورخوره سقز)
قرية تشناره (بالكردية: چنارە) هي إحدى القرى التابعة لـخورخوره في ريف قسم زيويه من مقاطعة سقز، في محافظة كردستان الإيرانية.

## السكان
حسب إحصاءات سنة 2006، بلغ إجمالي السكان في تشناره 134 نسمة وعدد المساكن 29 مسكن. لغة سكان تشناره هي اللغة الكردية و هم من أهل السنة والجماعة والمذهب الشافعي.